# هاينكل هي 115
هينكل هي 115 طائرة مائية مكونة من ثلاثة مقاعد في خدمت في سلاح الجو الألماني لوفتفافه في الحرب العالمية الثانية. تم استخدامها كقاذفة طوربيد وواجبات أخرى مثل الاستطلاع وزرع الألغام البحرية. تم تشغيل الطائرة بواسطة محركين إشعاعين بي إم دبليو 132 مبردين بالهواء. بعض النماذج اللاحقة يمكن أن تتسع لأربعة أشخاص، أو لديها محركات مختلفة أو تستخدم تجهيزات أسلحة مختلفة.

## التطوير والتصميم
في عام 1935، أصدرت وزارة طيران الرايخ الألمانية مذكرة طلب لطائرة عائمة ذات محركين، ومناسبة للدوريات وللضربات المضادة للملاحة بالقنابل والطوربيدات. تم استلام المقترحات من شركتي Heinkel Flugzeugwerke و Hammer Flugzeugbau التابعة لشركة بلوم+فوس. في 1 نوفمبر 1935، تم طلب تنفيذ ثلاثة نماذج أولية لكل من شركتي هاينكل وهامبورغ فلوجزويباو لكل من تصميماتهما المحتملين لطائرتي هي 115 و ها 140.  
النموذج الأولي الأول الذي طيرته شركة هاينكل في أغسطس 1937، كان الاختبار ناجحًا وتم اختيار تصميم هي 115 على طراز ها 140 في أوائل عام 1938، مما أدى إلى طلب نموذج أولي آخر و 10 طائرات ما قبل الإنتاج.  تم استخدام النموذج الأولي الأول لوضع سلسلة من السجلات الدولية للطائرات العائمة التي يزيد مسافات طيرانها عن 1,000 كيلومتر (620 ميل) طائرة و 2,000 كيلومتر (1,200 ميل) بسرعة 328 كيلومتر في الساعة (204 ميل/س). 
في وقت لاحق تم تجهيز 115s مع اطلاق النار إلى الأمام ثابتة   مم أو 20   مم MG 151 مدفع واثنين من إطلاق النار 7.92   مم (.312   في) MG 17 الرشاشات في nacelles المحرك.   قام بـ 115 نوعًا من الطوربيدات LTF 5 أو LTF 6b و SD 500 500 كيلوغرام (1,100 رطل) أو SC 250 250 كيلوغرام (550 رطل) القنابل. كما حمل البعض مناجم LMB III أو LMA .

## التاريخ التشغيلي

### لوفتفافه

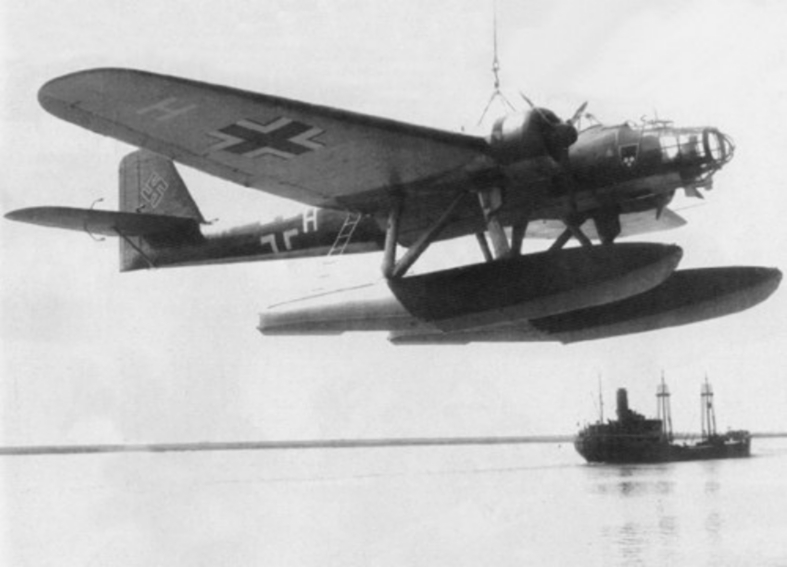
الطائرة هي 115بي

في بداية الحرب، تم استخدام الطائرة هي 115 لإلقاء الألغام في المياه البريطانية، والتي تهدف عادة للرمي في الممرات الضيقة بالقرب من الموانئ المزدحمة على الساحل الجنوبي الإنجليزي؛ كان نهر التايمز أيضًا هدفًا رئيسيًا. كانت للطائرة أفضل لحظاتها في عمليات مكافحة الشحن ضد قوافل القطب الشمالي من قواعد في شمال النرويج. لأن القوافل الأولى كانت تفتقر إلى الغطاء الجوي، كانت الطائرة هي 115 البطيئة والمسلحة تسليحا خفيفا أقل عرضة للخطر بالقرب من الساحل الإنجليزي. مع ظهور حاملات الطائرات والمقاتلات الثقيلة السوفيتية الجديدة مثل Petlyakov Pe-3bis، خسر سلاح الجو الألماني التفوق الجوي على القوافل وزادة الخسائر.

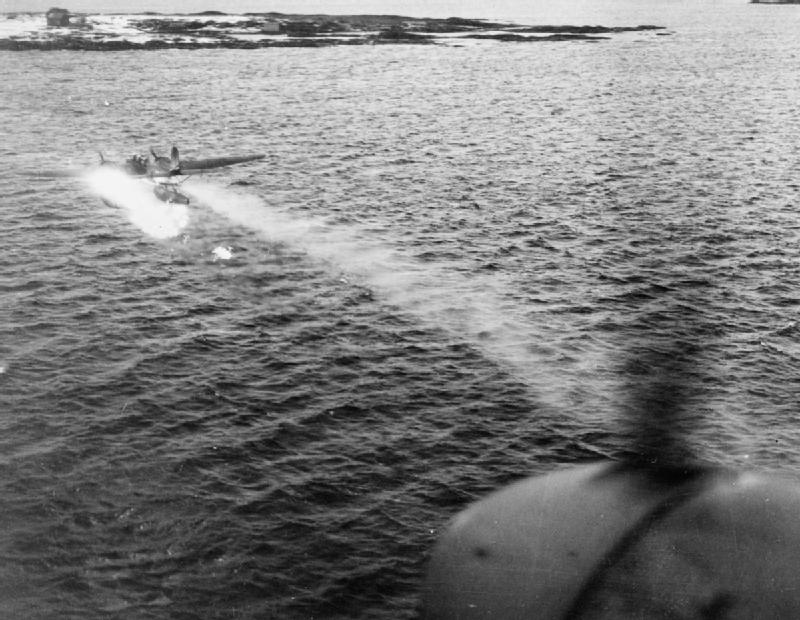
طائرة هي 115 اسقطها طائرة دي هافيلاند موسكيتو.

بصرف النظر عن استخدامها كقاذفة طوربيد أو لزراعة الألغام تم استخدام الطائرة هي 115 للاستطلاع الساحلي واستخدمها كيه جي 200 لإسقاط العملاء وراء خطوط العدو. 

### القوات الجوية الملكية النرويجية الجوية

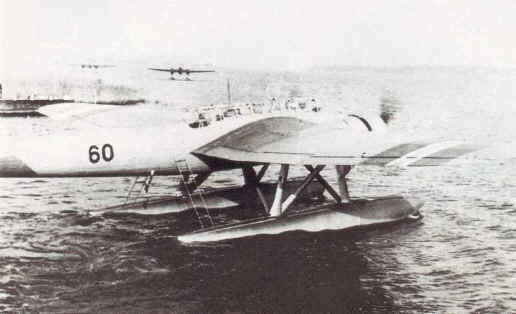
الطائرة النرويجية هو 115أن أس في 1939-1940.